# Christian Sery
Christian Sery (* 1959 in Linz; Künstlername: Sery C) ist ein österreichischer Künstler und seit 2003 Professor an der Hochschule für Bildende Künste Dresden, deren Rektor er von 2005 bis 2012 war.

## Biografie
Christian Sery wurde 1959 in Linz geboren. Zunächst studierte er nach der Matura ab 1973 an der Höheren Technischen Bundeslehranstalt Krems an der Donau und erwarb 1978 den Abschluss als Ingenieur für Hochbau. Es folgte von 1978 bis 1984 das Studium der Malerei an der Universität für künstlerische und industrielle Gestaltung Linz, welches er mit dem Diplom beendete. 1984 siedelte Sery nach Deutschland über und arbeitete als freier Künstler in Düsseldorf. 2003 wurde er zum Professor für Interdisziplinäre und experimentelle Malerei an der Hochschule für Bildende Künste Dresden berufen.
Christian Sery ist verheiratet und lebt seit 2004 in Dresden.

## Einzelausstellungen (Auswahl)
- 1985: Galerie Kleinsimlinghaus „Kongo-Manie – Schiffe versenken“, Düsseldorf
- 1986: Wolfgang-Gurlitt-Museum I Neue Galerie der Stadt Linz „Österreichische Kunst der Gegenwart Nr. V“, Linz
- 1987: Galerie Kleinsimlinghaus „Studio Ewig“, Düsseldorf
- 1987: Galerie Decalage „Hierarchie der Bilder“, Mailand
- 1987: Galerie Ariadne „Keine Komposition im Lager Nr. I“, Wien
- 1988: Kunstmuseum Düsseldorf / Forum Bilkerstraße (mit Liz Bachhuber), Düsseldorf
- 1990: O.Ö. Landesmuseum Francisco Carolinum „Red Saloon and Revolving Doors“, Linz
- 1990: Kunstmuseum Thun „Red Saloon and Revolving Doors“, Thun
- 1991: Städtische Galerie im Lenbachhaus I Kunstforum „Zunge zu Zunge – You Know“, München
- 1992: Museo d’ Arte Contemporanea Luigi Pecci Prato „Kongress der Räume – Carta Bianca IV“, Prato
- 1992: Kunstfond Bonn, Bonn
- 1993: Musee Curtius „Blauer Gigant“, Lüttich
- 1993: Kunstraum Wuppertal „Open Gate“, Wuppertal
- 1994: Portikus – Frankfurt am Main „Ladies & Gentlemen“ („An die Museumsleitung – Brief Nr. 2“), Frankfurt am Main
- 1994: Kunstverein Freiburg (Schwarzes Kloster) „Vertical-Angel“, Freiburg im Breisgau
- 1994: Kunstverein für die Rheinlande und Westfalen „Vertikaler-Winkel“, Düsseldorf
- 1994: Staten Galerie „could you lift your skirt please“, Den Haag
- 1995: Wewerka Pavillon „Sekante – Gläserner Appendix“, Münster
- 1995: Städtische Ausstellungshalle am Hawerkamp „Headquarters – Paintings“, Münster
- 1995: De Paviljoens „An die Museumsleitung Brief No. 1/2“, Almere
- 1996: Kölnischer Kunstverein „Kölner Bilder-Lock up!“, Köln
- 1996: Stifterhaus – O.Ö. Landesmuseum „Pret-a-porter der second hand stars“ („An die Museumsleitung“ – Abschlusspräsentation), Linz
- 1996: Städtisches Kunstmuseum Bonn „Bonjour Monsieur No. V – Brief No. 2“, Bonn
- 1996: Neue Galerie am Landesmuseum Johanneum „Pret-a-porter der second hand stars“ („An die Museumsleitung“ – Abschlusspräsentation), Graz
- 1997: Städtisches Kunstmuseum Bonn „Pret-a-porter der second hand stars“ („An die Museumsleitung“ – Abschlusspräsentation), Bonn
- 1997: Rheinisches Landesmuseum Bonn „Julius in Pink“, Bonn
- 1998: Städtische Galerie Gladbeck „Blendwerke“, Gladbeck
- 1999: Kunstverein Ulm „Hüllen fallen–Säulen stehen“, Ulm
- 2000: Kunstverein Ruhr „Himmelschwere“, Essen
- 2001: Museum van Bommel van Dam Venlo „bad girls and rubber“ (mit Martina Jess), Venlo
- 2001: Arp Museum Bahnhof Rolandseck „Ermalte Architektur Paintings I–V“, Bahnhof Rolandseck bei Remagen
- 2001: Galerie Krips „Captured Wall Nr. II“, Köln
- 2002: Galerie Salvador Diaz „Captured Space“, Madrid
- 2004: Fundación COAM Madrid „Coma captured Amoc“, Madrid
- 2005: Arp Museum Rolandseck „Open Arp Gate – Versión Final“, Bahnhof Rolandseck bei Remagen
- 2007: Domus Artium Salamanca 2007 DA2, Salamanca
- 2008: Salvador Diaz, Madrid
- 2010: Europäisches Zentrum der Künste Hellerau, Festspielhaus Hellerau, Dresden, Lipstick traces re.cover (mit Martina Jess)

## Gruppenausstellungen (Auswahl)
- 1984: Trakl Haus, Salzburg
- 1984: Ars Electronica, Linz
- 1985: Kunsthalle Nürnberg „Dritte Internationale Triennale der Zeichnung“, Nürnberg
- 1987: Wasserschloss Parz „Leicht erhöhte Temperatur-4000 D“, Grieskirchen
- 1987: Landesmuseum Francisco Carolinum „Zeichnung schmeckt Malerei“, Linz
- 1990: Skulpturenprojekt Stadtlohn „Holz-Skulpturen – Strukturen“, Stadtlohn/Münster
- 1990: Neue Galerie der Stadt Linz „O.Ö. Avantgarde 1900–1990“, Linz
- 1990: P.S. I I New York „ATW Past Present Future“, New York
- 1990: Museo de Arte Moderne „ATW Past Present Future“, Rio de Janeiro
- 1990: Museo de Arte Plasticas „ATW Past Present Future“, Montevideo
- 1990: Skulpturen Museum Glaskasten „ATW Past Present Future“, Marl
- 1991: Kunstmuseum Bochum „Forum Junger Kunst“, Bochum
- 1991: Kunsthalle Kiel „Forum Junger Kunst“, Kiel
- 1991: Städtische Galerie Wolfsburg „Forum Junger Kunst“, Wolfsburg
- 1992: Galerie Mosel und Tschechow „C’est ne pas une sculpture II“, München
- 1992: Kunstpalast Düsseldorf „Jumbo“, Düsseldorf
- 1993: Museo Casa Bianca „Al Limite“, Malo
- 1993: Galeria Leonardi „Al Limite“, Genua
- 1993: Goethe-Institut/Brüssel „Transfer Brüssel–Düsseldorf“, Brüssel
- 1993: Sint Pietersabdij „Transfer Deutschland–Belgien“, Gent
- 1993: Kunsthalle Recklinghausen „Transfer Deutschland–Belgien“, Recklinghausen
- 1993: Musee des Beaux Arts „Transfer Deutschland–Belgien“, Charleroi
- 1994: Kunsthalle Kiel „3x Malerei“, Kiel
- 1994: Kunstverein für die Rheinlande und Westfalen „Conclusion“, Düsseldorf
- 1995: Neue Galerie der Stadt Linz „Positionen“, Linz
- 1995: Landesmuseum Palais Thurn und Taxis „Positionen“, Innsbruck
- 1995: Museo Contemporanea „Al Limite“, San Martino di Luperi
- 1995: O.Ö. Landesmuseum Stifterhaus Linz „Malwerke“, Linz
- 1996: ID-Galerie „Fläche – Farbe – Raum – Struktur“, Düsseldorf
- 1997: Kunstverein Köln „Ca-Ca-Poo-Poo“, Köln
- 1998: Europäischer Kulturmonat September 1998 – Linz „Poseidons Auge“, Linz
- 1999: Völkerkundliches Museum Lübeck „Kopffüßler“, Lübeck
- 1999: Palais Thurn und Taxis „Intendierte Malerei“ (mit St. Gritsch, I. Meller, M. Milloff, C. Teissiere), Bregenz
- 2000: Kunsthalle Hamburg „Ein-/Räumen – Arbeiten im Museum“, Hamburg
- 2000: Kunstverein für die Rheinlande und Westfalen, Düsseldorf, Kunsthalle Lingen „Kabinett der Zeichnung“, Düsseldorf und Lingen (Ems)
- 2001: Kunstmuseum Chemnitz, Kunstverein Stuttgart „Kabinett der Zeichnung“, Chemnitz und Stuttgart
- 2001: Galerie Parade „Illusie“, Amsterdam
- 2001: Kunstmuseum Ratingen „Kunst auf Rezept“, Sammlung Kraft, Ratingen
- 2001: Kunsthalle Erfurt „Kunst auf Rezept“, Erfurt
- 2001: Galeria Salvador Diaz „transformaciones en el espacio“ (mit F. Marcaccio, M. Walde), Madrid
- 2002: Galerie Krips „Paintings and sculptures“, Köln
- 2002: Städtisches Museum Zwickau, Städtisches Museum Gütersloh, Berliner medizin-historisches Museum der Charité „Kunst auf Rezept“, Sammlung Kraft, Zwickau, Gütersloh und Berlin
- 2003: Vorgebirgsparkskulpturen IV „Kaiser-plastics Nr. I–IV“, Köln
- 2003: O.Ö. Landesmuseum Francisco Carolinum „Archetypen“, Linz
- 2003: Lentos – Kunstmuseum für moderne Kunst Linz „Raumintervention – elements of painting Nr. IV“, Linz
- 2003: Wilhelm-Fabry-Museum „Kunst auf Rezept“, Sammlung Kraft, Hilden
- 2004: Kunstverein Kiss – Kunst im Schloss Untergröningen „What you see is what you get“, Schloss Untergröningen
- 2004: Privatgrün Köln „Deckung“, Köln
- 2004: Steirischer Herbst 2004 – Minoriten-Priesterseminar „Antichambre – Scheidung“, Graz
- 2004: Arp Museum Rolandseck, Bahnhof Rolandseck
- 2005: Domus Artium 2002 „Barrocos y Neobarrocos – el infierno de lo bello“, Salamanca
- 2005: Museum der Stadt Ratingen „deep river“, Ratingen